# Mausoleul și Muzeul Soveja
Mausoleul și Muzeul Soveja este un muzeu județean din Dragosloveni. Acest mausoleu a fost ridicat în 1929, în memoria celor căzuți în luptele din 1916 - 1918. Adăpostește în cripte oseminte ale ostașilor români și ruși. Pe plăcile de marmură din fața criptelor au fost înscrise numele celor identificați. Pe latura de vest se află groapa comună (osuarul), care adăpostește 2.000 de oseminte. Monumentul are aspectul unei cetăți de piatră. Într-o clădire situată în spatele mausoleului s-a amenajat un muzeu în care s-a expus material foto-documentar și armament folosit de ostașii români în timpul luptelor din primul război mondial.
Clădirea muzeului este declarată monument istoric, având codul VN-IV-m-A-06619. 